# Mỏ rộng đen
Corydon sumatranus là một loài chim trong họ Eurylaimidae.

## Hình ảnh

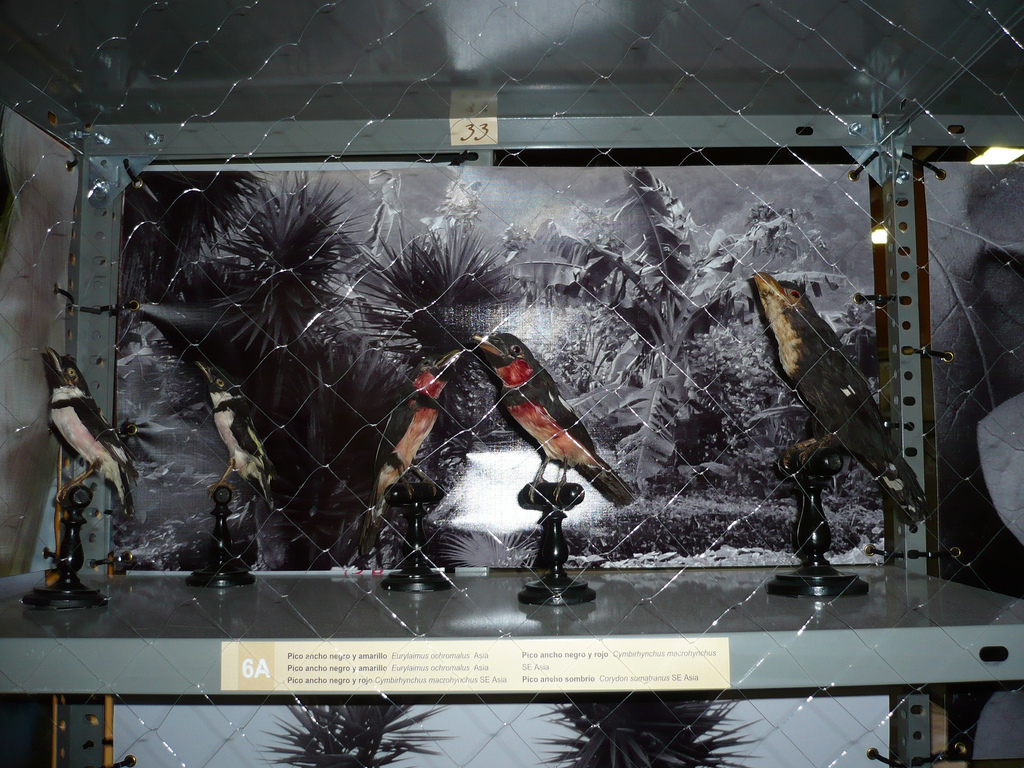
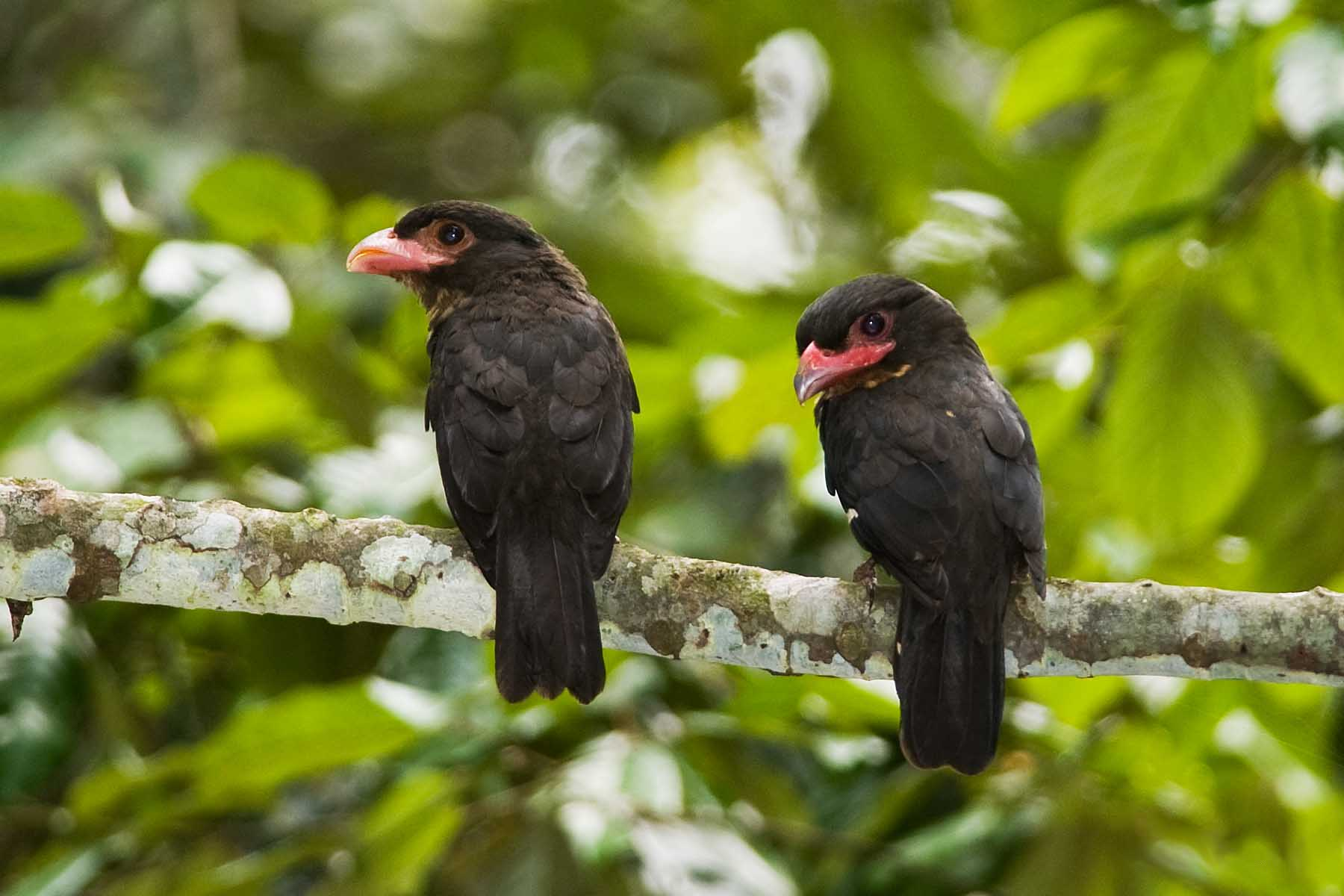
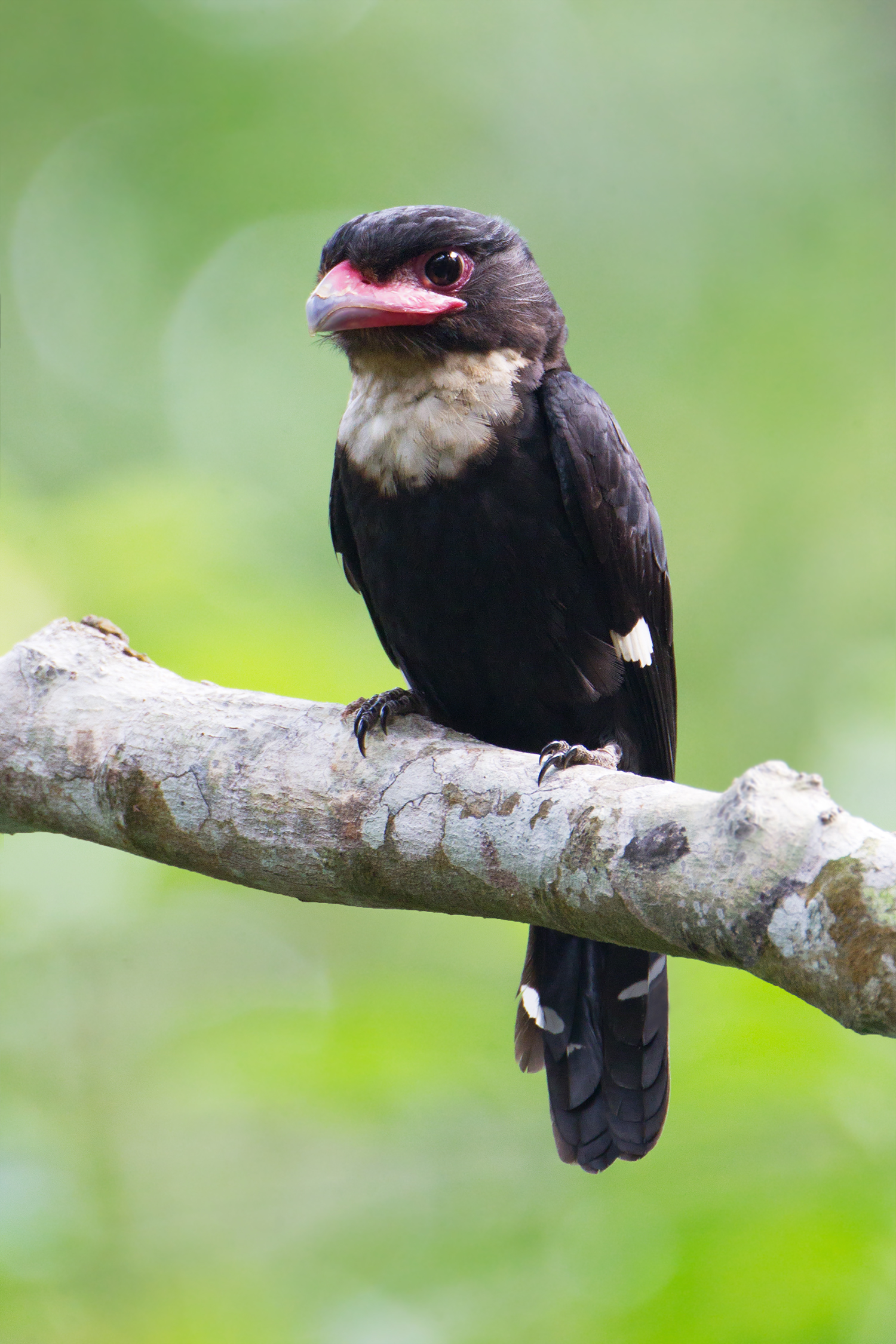
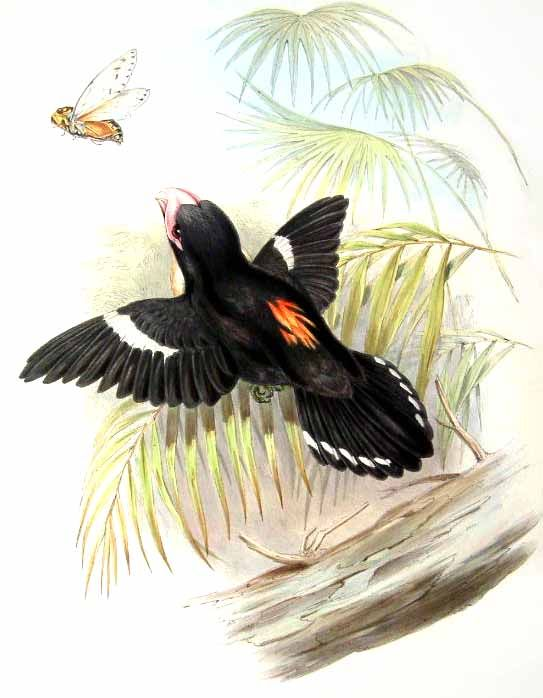